# Longraye
Longraye é uma ex-comuna francesa na região administrativa da Normandia, no departamento de Calvados. Estendeu-se por uma área de 6,58 km². Em 2010 a comuna tinha 240 habitantes (densidade: 36,5 hab./km²).
Em 1 de janeiro de 2017 foi fundida com as comunas de Anctoville, Saint-Germain-d'Ectot e Torteval-Quesnay para a criação da nova comuna de Aurseulles.